# Planaltina (pez)
Planaltina es una género de peces de la familia Characidae en el orden de los Characiformes. Es endémica de las cuencas fluviales brasileñas.

## Especies
Se reconocen cuatro especies dentro de este género:
- Planaltina britskii Menezes, S. H. Weitzman & J. R. Burns, 2003
- Planaltina glandipedis Menezes, S. H. Weitzman & J. R. Burns, 2003
- Planaltina kaingang Deprá, da Graça, Pavanelli, Avelino & Oliveira, 2018
- Planaltina myersi J. E. Böhlke, 1954